# NHK高校講座 情報A
情報A（じょうほうエー）は、『NHK高校講座』授業放送の一つ。

## 概要と沿革
コンピュータやインターネットなどの経験の浅い生徒でも履修できる「実践的な情報入門」ともいえる教科をテーマに分けて楽しく学んでいく。
学習指導要領の改訂により、高等学校の教科として新たに「情報科」が加えられたことに対応して2003年度にスタートした。「情報科」の科目には、全高校生を対象とした“A”と、より専門的な学科在籍者を対象とした“B”・“C”があるが、NHK学園高等学校には数理・情報系の専攻科が無いため、全員対象の“A”のみが放送されている。

## 放送時間
いずれも教育テレビ。2006年度から2012年度までは「情報A」と「数学基礎」を隔週で放送していた。
2013年度
- 毎週火曜日 14:10 - 14:40

## 出演者

### 講師
- 田邊則彦（関西大学初等部教諭）
- 小林道夫（神奈川大学附属中・高等学校教諭）
- 後藤貴裕（東京学芸大学附属国際中等教育学校教諭）
- 望月俊男（専修大学准教授）

### MC・生徒
初代（2003年度・2004年度）
- 進行：鈴木史華
- 技術担当進行：IKKAN
- 生徒：小田崎諒平、三国由奈

2代目（2005年度 - 2008年度）
- 浅沼コリン
- 塩山みさこ
- 生徒役は不定期に現れることがある

3代目（2009年度 - ）
- 河合優
- 生徒役は不定期に現れることがある